# نرگس (مجموعه تلویزیونی)
نرگس نام سریالی تلویزیونی به کارگردانی سیروس مقدم است که در تابستان ۱۳۸۵ از شبکهٔ ۳ سیمای جمهوری اسلامی ایران پخش گردید. نقش اصلی این سریال را پوپک گلدره بازی می‌کرد که در اواسط ضبط سریال، بر اثر تصادف با اتومبیل به کما رفته و پس از ۸ ماه درگذشت. نقشِ او را ستاره اسکندری ادامه داد. این سریال به دلیل انتشار فیلم خصوصی جنسی از بازیگر نقش زهره «زهرا امیرابراهیمی» در شبکه‌های اجتماعی در فهرست سریال‌های تحریم شده توسط سازمان صدا و سیما قرار گرفت.

## داستان
نرگس و نسرین دو خواهرند که پدرشان را از دست داده و با مادرشان زندگی می‌کنند. نسرین دختر ناسازگاری است که قصد ازدواج با بهروز را دارد. شوکت پدر بهروز مردی ثروتمند و زورگو است و مخالف ازدواج. بهروز و نسرین در ایران با تمام مشکلات و موانع ازدواج می‌کنند و با مشکلات بسیاری که شوکت برای آن‌ها ایجاد کرده روبرو می‌شوند. نرگس که از ابتدا مخالف ازدواج نسرین با بهروز است در مقابل شوکت و خانواده‌اش بسیار مقاومت می‌کند و شوکت نیز برای تلافی، مشکلات زیادی برای نامزد نرگس، احسان ایجاد می‌کند و به بهانه برقراری روابط تجاری با برادرش بهروز را به خارج از کشور می‌فرستد. بهروز نسرین را طلاق می‌دهد و با دخترعمویش در خارج از کشور ازدواج می‌کند و نسرین به تنهایی دخترش بهار را بزرگ می‌کند. بعد از چند سال بهروز به ایران برمی‌گردد و به اصرار خانواده‌اش به دیدن نسرین و بهار می‌رود. شوکت وقتی می‌فهمد بهروز از دختر عمویش به علت انحرافات اخلاقی وی جدا شده و احتمالاً مبتلا به ایدز است سکته می‌کند و فلج می‌شود. بهروز بعد از اطمینان از سلامتی جسمی‌اش تصمیم به شروع زندگی جدیدی با نسرین می‌گیرد. نرگس هم با احسان ازدواج می‌کند و بهروز و نسرین آن آدم‌های بی تجربه سابق نیستند.

## بازیگران
بازیگران اصلی
- پوپک گلدره در نقش نرگس محتشم «قسمت‌های ۱ تا ۳۶»
- ستاره اسکندری در نقش نرگس محتشم «قسمت‌های ۳۷ تا ۶۹»
- حسن پورشیرازی در نقش محمود شوکت ( پدر بهروز ، پری ، زهره)
- مهرانه مهین‌ترابی در نقش اعظم ( زن اول محمود ، مادر بهروز ، پری ، زهره )
- عاطفه نوری در نقش نسرین محتشم ( خواهر نرگس ، همسر بهروز )
- مهدی سلوکی در نقش بهروز شوکت ( همسر نسرین ، پسر اعظم و محمود )
- زهره فکورصبور در نقش پری شوکت ( دختر اعظم و محمود ، همسر اسماعیل )
- زهرا امیرابراهیمی  در نقش زهره شوکت ( دختر اعظم و محمود، همسر مجید )
- پوراندخت مهیمن در نقش مهین ( مادر نسرین و نرگس )
- سپند امیرسلیمانی در نقش مجید ( همسر زهره )
- سیما مطلبی  در نقش سمانه سعیدی ( دوست نرگس ، خواهر احسان ، همسر هدایت )
- بهزاد رحیم‌خانی در نقش محتشم ( عموی نرگس و نسرین )
- امید زندگانی در نقش هدایت ( همسر سمانه )
- علیرضا کمالی‌نژاد در نقش اسماعیل ( همسر پری )
- کورش سلیمانی (منصور)
- داوود اسدی (محسن)
- میرطاهر مظلومی (ابراهیمی)
- علیرضا اشکان در نقش احسان سعیدی ( برادر سمانه و نامزد نرگس )
- مینا احمدوند در نقش  شقایق ( همسر سابق احسان )

بازیگران فرعی
- شیوا خسرومهر در نقش فروغ زمانی ( زن دوم محمود شوکت )
- گلشن پیرخانقاه ( زن عموی نرگس و نسرین )
- آزاده مهدی‌زاده در نقش میترا
- حسین اکبر در نقش شایان
- پیمان یزدانپناه در نقش ساسان
- سعید داخ در نقش عزیز
- رکسانا خلوتی در نقش ندا
- سیامک اشعریون در نقش جمال
- سیروس تقی‌نژاد در نقش مهندس سلیمی
- زهرا محمدی در نقش مادر احسان و سمانه
- سودابه بهرامی در نقش روژان
- امید زارع در نقش رستم
- محمدحسن زوارکعبه در نقش سرهنگ قاسمی
- هما خاکپاش در نقش مژده
- ندا عارف‌وند در نقش مریم
- اکبر قدمی در نقش خلیل
- اکبر غفاری در نقش قادر
- بیتا روستا در نقش بهار ( دختر بهروز و نسرین ) کودکی
- مرتضی کاظمی در نقش سرگرد ایمانی
- فریبا مرتضوی  در نقش زن عزیز
- تهمینه شعبانی در نقش دکتر زنان
- سودابه میرکریمی در نقش دکتر رویا
- بهارک مینایی در نقش پرستار شهر مرزی
- اکبر وارث در نقش پدر شقایق
- روژان جمارانی در نقش بهار ( دختر بهروز و نسرین ) نوزاد
- اکبر مددی‌مهر در نقش سرایدار
- غلامحسین عرفانیان در نقش دکتر قلب
- حسین رنگیتوند در نقش مسافرخانه‌چی
- پرویز سنگ‌سهیل در نقش شاگرد مسافرخانه‌چی
- عباس قاصدی در نقش راننده آژانس
- بیژن سیفان در نقش مشتری

## حواشی
سرنوشت سه بازیگر این سریال خبرساز شده‌است. پوپک گلدره در سال ۸۴ حین بازی در همین مجموعه دچار سانحه رانندگی شد و بعد از آن که حدود هشت ماه در کما بود، در ۳۵ سالگی درگذشت. ستاره اسکندری جایگزین او در نقش نرگس شد. زهرا امیرابراهیمی دیگر بازیگر این سریال، به دلیل مسائلی که در زندگی شخصی او پیش آمد مجبور به ترک ایران شد و زهره فکور صبور در ۴۳ سالگی به صورت ناگهانی درگذشت.

## جوایز و نامزدها
| ۱۳۸۶ | دهمین دوره جشن حافظ |                                  |                         |          |
| ۱۳۸۶ | دهمین دوره جشن حافظ | بهترین مجموعه تلویزیونی          | ایرج محمدی و مهران مهام | برنده    |
| ۱۳۸۶ | دهمین دوره جشن حافظ | بهترین کارگردانی تلویزیونی       | سیروس مقدم              | نامزدشده |
| ۱۳۸۶ | دهمین دوره جشن حافظ | بهترین فیلمنامه تلویزیونی        | مسعود بهبهانی نیا       | نامزدشده |
| ۱۳۸۶ | دهمین دوره جشن حافظ | بهترین بازیگر مرد درام تلویزیونی | حسن پورشیرازی           | برنده    |
| ۱۳۸۶ | دهمین دوره جشن حافظ | بهترین بازیگر زن درام تلویزیونی  | ستاره اسکندری           | نامزدشده |
| ۱۳۸۶ | دهمین دوره جشن حافظ | بهترین بازیگر زن درام تلویزیونی  | عاطفه نوری              | نامزدشده |